# Bundesministerium (Deutschland)

Bundesministerium (fiktiv)

Ein Bundesministerium ist eine einem Bundesminister zugeordnete oberste Bundesbehörde. Nach Art. 62 Grundgesetz besteht die Bundesregierung aus dem Bundeskanzler und den Bundesministern. Innerhalb der vom Bundeskanzler ausgeübten Richtlinienkompetenz leitet jeder Bundesminister sein Ressort in eigener Verantwortung (auch Ressorthoheit genannt). Dazu gehören neben dem Ministerium die dem Ressort zugeordneten oberen, mittleren und unteren Bundesbehörden.
Die Beamten und Arbeitnehmer im öffentlichen Dienst des Bundesministeriums nehmen im Auftrag und im Namen des Bundesministers dessen Aufgaben wahr, insbesondere die Fach- und Dienstaufsicht gegenüber den nachgeordneten Behörden und die politischen Aufgaben gegenüber dem Deutschen Bundestag sowie den anderen Organen des Bundes. Das Ministerium steht an der Schnittstelle von politischer Leitung (Gubernative) und als unpolitisch gedachter Verwaltung (Exekutive im engeren Sinne). Die Tätigkeit der Ministerialverwaltung unterscheidet sich daher von nachgeordneten Verwaltungen.

## Geschichte
Nach preußischer Tradition ergehen Verwaltungsakte der Bundesministerien in Ich-Form und werden auf den Bundesminister bezogen.
Ministerien sind in der Geschichte immer weiter ausdifferenziert worden. Begriffshistorisch wird das deutlich z. B. an der Einrichtung des Preußischen Staatsministeriums, das die gesamte Regierung umfasste. Im 19. Jahrhundert sind die klassischen Ressorts entstanden: Finanzen, Auswärtiges, Krieg, Inneres und Justiz.
Der Norddeutsche Bund bzw. das Deutsche Kaiserreich verwendete die Bezeichnung Ministerium nicht. Der Bundeskanzler war durch die Lex Bennigsen 1867 zum (einzigen) verantwortlichen Bundesminister geworden. Das Bundeskanzleramt des Norddeutschen Bundes war zunächst die einzige oberste Bundesbehörde, bis 1870 das preußische Außenministerium zum Auswärtigen Amt des Norddeutschen Bundes wurde. Das 1870 gegründete preußische Außenministerium war bereits mit seiner Übernahme als Auswärtiges Amt des Norddeutschen Bundes umbenannt worden und existierte als solches im Deutschen Kaiserreich fort. Die obersten Reichsbehörden im Kaiserreich ab 1871 hießen Reichsämter. Ihre Chefs, die Staatssekretäre, nahmen Weisungen des Kanzlers entgegen, waren also keine Ministerkollegen. Erst mit der Weimarer Republik wurden vollwertige Reichsministerien eingeführt. Das nach Reichsgründung eingerichtete Reichsjustizamt (1877) hieß nicht Ministerium. Dies beruhte darauf, dass dem Reichskanzleramt (zu Beginn des Kaiserreichs unter Führung Otto von Bismarcks) die gesamte Reichskompetenz zukam, und auf Reichsebene erst später eine Ausdifferenzierung stattfand. Um es nicht zu einer Verantwortlichkeit der Reichsregierung gegenüber dem Parlament kommen zu lassen, gab es formal keine Minister oder Ministerien und damit auch keine kollegiale Reichsregierung, obwohl die Staatssekretäre als Chefs der Reichsämter tatsächlich eine den Ministern sehr ähnliche Stellung hatten.
Das Grundgesetz schreibt weder die Anzahl noch den Zuschnitt der Bundesministerien vor. Es steht dem Bundeskanzler somit im Rahmen seiner Organisationsgewalt frei, Ministerien einzurichten oder aufzulösen. Lediglich die Bundesminister der Verteidigung (Art. 65a), der Justiz (Art. 96 Abs. 2 Satz 4) und der Finanzen (Art. 112 S. 1 sowie Art. 114 Abs. 4) sind im Grundgesetz ausdrücklich erwähnt. Der Status dieser Ministerien als solcher darf daher nicht angetastet werden. In der politischen Umgangssprache werden neben den drei ebengenannten auch das Außen- und das Innenministerium als „klassische“ Ministerien bezeichnet. Diese haben aus Traditionsgründen bis heute den bestimmten Artikel vor der Bezeichnung des Ressorts (mit Ausnahme des Auswärtigen Amts), während die übrigen nach dem Muster „Bundesministerium für …“ bezeichnet werden.
Seit 6. Mai 2025 bestehen 17 Ministerien.

## Derzeitige Bundesministerien
| Name                                                                        | Abkürzung | Behördenleitung                             | Gründung   | Erster Dienstsitz                       | Foto       | Zweiter Dienstsitz                    | Foto       |
| --------------------------------------------------------------------------- | --------- | ------------------------------------------- | ---------- | --------------------------------------- | ---------- | ------------------------------------- | ---------- |
| Bundesministerium der Finanzen                                              | BMF       | Bundesminister Lars Klingbeil (SPD)         | 1949       | Wilhelmstraße 97 10117 Berlin           |            | Am Propsthof 78a 53121 Bonn           |            |
| Bundesministerium des Innern                                                | BMI       | Bundesminister Alexander Dobrindt (CSU)     | 1949       | Alt-Moabit 140 10559 Berlin             |            | Graurheindorfer Straße 198 53117 Bonn |            |
| Auswärtiges Amt                                                             | AA        | Bundesminister Johann Wadephul (CDU)        | 1951       | Werderscher Markt 1 10117 Berlin        |            | Adenauerallee 99–103 53113 Bonn       |            |
| Bundesministerium der Verteidigung                                          | BMVg      | Bundesminister Boris Pistorius (SPD)        | 1955       | Fontainengraben 150 53123 Bonn          |            | Stauffenbergstraße 18 10785 Berlin    |            |
| Bundesministerium für Wirtschaft und Energie                                | BMWE      | Bundesministerin Katherina Reiche (CDU)     | 1949       | Scharnhorststraße 34–37 10115 Berlin, ⊙ |            | Villemombler Straße 76 53123 Bonn, ⊙  |            |
| Bundesministerium für Forschung, Technologie und Raumfahrt                  | BMFTR     | Bundesministerin Dorothee Bär (CSU)         | 1955       | Heinemannstraße 2 53175 Bonn            |            | Kapelle-Ufer 1 10117 Berlin           |            |
| Bundesministerium der Justiz und für Verbraucherschutz                      | BMJV      | Bundesministerin Stefanie Hubig (SPD)       | 1949       | Mohrenstraße 37 10117 Berlin            |            | Adenauerallee 99–103 53113 Bonn       |            |
| Bundesministerium für Bildung, Familie, Senioren, Frauen und Jugend         | BMBFSFJ   | Bundesministerin Karin Prien (CDU)          | 1994       | Glinkastraße 24 10117 Berlin            |            | Rochusstraße 8–10 53123 Bonn          |            |
| Bundesministerium für Arbeit und Soziales                                   | BMAS      | Bundesministerin Bärbel Bas (SPD)           | 1949, 2005 | Wilhelmstraße 49 10117 Berlin           |            | Rochusstraße 1 53123 Bonn             |            |
| Bundesministerium für Digitales und Staatsmodernisierung                    | BMDS      | Bundesminister Karsten Wildberger (CDU)     | 2025       | noch offen                              | noch offen | noch offen                            | noch offen |
| Bundesministerium für Verkehr                                               | BMV       | Bundesminister Patrick Schnieder (CDU)      | 1949       | Invalidenstraße 44 10115 Berlin         |            | Robert-Schuman-Platz 1 53175 Bonn     |            |
| Bundesminister für Umwelt, Klimaschutz, Naturschutz und nukleare Sicherheit | BMUKN     | Bundesminister Carsten Schneider (SPD)      | 1986       | Robert-Schuman-Platz 3 53175 Bonn       |            | Stresemannstraße 128–130 10117 Berlin |            |
| Bundesministerium für Gesundheit                                            | BMG       | Bundesministerin Nina Warken (CDU)          | 1961       | Rochusstraße 1 53123 Bonn               |            | Friedrichstraße 108 10117 Berlin      |            |
| Bundesministerium für Landwirtschaft, Ernährung und Heimat                  | BMLEH     | Bundesminister Alois Rainer (CSU)           | 1949       | Rochusstraße 1 53123 Bonn               |            | Wilhelmstraße 54 10117 Berlin         |            |
| Bundesministerium für wirtschaftliche Zusammenarbeit und Entwicklung        | BMZ       | Bundesministerin Reem Alabali Radovan (SPD) | 1961       | Dahlmannstraße 4 53113 Bonn             |            | Stresemannstraße 94 10963 Berlin      |            |
| Bundesministerium für Wohnen, Stadtentwicklung und Bauwesen                 | BMWSB     | Bundesministerin Verena Hubertz (SPD)       | 1949, 2021 | Krausenstraße 17–18 10117 Berlin        |            | Graurheindorfer Straße 198 53117 Bonn |            |

## Ehemalige Bundesministerien
| Bundesministerium (letzte Bezeichnung)                                 | Gründung | Auflösung | Nachfolgebehörden |
| ---------------------------------------------------------------------- | -------- | --------- | --- |
| Bundesministerium für Angelegenheiten des Bundesrates und der Länder   | 1949     | 1969      | Bundeskanzleramt |
| Bundesministerium für die Angelegenheiten des Bundesverteidigungsrates | 1964     | 1966      | Bundeskanzleramt |
| Bundesministerium für Forschung und Technologie                        | 1972     | 1994      | zusammengelegt mit dem Bundesministerium für Bildung und Wissenschaft zum Bundesministerium für Bildung, Wissenschaft, Forschung und Technologie |
| Bundesministerium für Frauen und Jugend                                | 1991     | 1994      | zusammengelegt mit dem Bundesministerium für Familie und Senioren zum Bundesministerium für Familie, Senioren, Frauen und Jugend                 |
| Bundesministerium für innerdeutsche Beziehungen                        | 1949     | 1991      | Bundesministerium für Familie und Senioren; Bundesministerium des Innern                                                                         |
| Bundesministerium für Post und Telekommunikation                       | 1949     | 1997      | Bundesministerium der Finanzen; Bundesministerium für Wirtschaft                                                                                 |
| Bundesschatzministerium                                                | 1949     | 1969      | Bundesministerium der Finanzen; Bundesministerium für Wirtschaft                                                                                 |
| Bundesministerium für Vertriebene, Flüchtlinge und Kriegsgeschädigte   | 1949     | 1969      | Zuständigkeiten gingen in den Geschäftsbereich des Bundesministeriums des Innern über                                                            |

## Ämter in Bundesministerien
Der Bundeskanzler und die Bundesminister stehen in einem öffentlich-rechtlichen Amtsverhältnis gemäß dem Bundesministergesetz (BMinG), die Parlamentarischen Staatssekretäre bzw. die Staatsminister in einem öffentlich-rechtlichen Amtsverhältnis gemäß dem Gesetz über die Rechtsverhältnisse der Parlamentarischen Staatssekretäre (ParlStG). Alle anderen Ämter werden mit Bundesbeamten besetzt, die in einem beamtenrechtlichen Dienstverhältnis nach dem Bundesbeamtengesetz (BBG) stehen.
| Amtsbezeichnung                                                  | Abkürzung                   | Besoldungsgruppe |
| ---------------------------------------------------------------- | --------------------------- | --- |
| Gewählte Vertreter (politische Ämter)                            |                             | |
| Bundeskanzler                                                    | BK                          | 1,66-faches von B 11 (∗) |
| Bundesminister                                                   | BM                          | 1,33-faches von B 11 (∗) |
| Parlamentarischer Staatssekretär bzw. Staatsminister             | PSt, PSts, Stm              | 0,75-faches des Ministergehaltes (entspricht B 11) (∗)                                                                            |
| Höherer Dienst (wissenschaftliches Hochschulstudium oder Master) |                             | |
| Staatssekretär                                                   | StS, Sts                    | B 11 |
| Ministerialdirektor                                              | MinDir, MD, MDir            | B 10 (stellvertretender Sprecher der Bundesregierung bzw. stellvertretender Leiter des Bundespresseamtes), B 9 (Abteilungsleiter) |
| Ministerialdirigent                                              | MinDirig, MDirig, MDgt, MDg | B 6 (Abteilungsleiter oder Unterabteilungsleiter)                                                                                 |
| Ministerialrat (a)                                               | MinR, MR                    | B 3 |
| Ministerialrat, Leitender Regierungsdirektor (b)                 | MinR, MR, LRD               | A 16 |
| Regierungsdirektor (c)                                           | RDir, RD                    | A 15 |
| Oberregierungsrat (d)                                            | ORR                         | A 14 |
| Regierungsrat (e)                                                | RR                          | A 13h (Eingangsamt) |
| Gehobener Dienst (Fachhochschulstudium oder Bachelor)            |                             | |
| Oberamtsrat (f)                                                  | OAR                         | A 13g |
| Amtsrat (g)                                                      | AR                          | A 12 |
| Regierungsamtmann (h)                                            | RAmtm, RAmtfr               | A 11 |
| Regierungsoberinspektor (i)                                      | ROI                         | A 10 |
| Regierungsinspektor (j)                                          | RI                          | A 9g (Eingangsamt) |
| Mittlerer Dienst (mindestens dreijährige Berufsausbildung)       |                             | |
| Amtsinspektor                                                    | AI                          | A 9m |
| Regierungshauptsekretär                                          | RHS                         | A 8 |
| Regierungsobersekretär                                           | ROS                         | A 7 |
| Regierungssekretär                                               | RS                          | A 6m (Eingangsamt) |
| Einfacher Dienst (An- und Ungelernte)                            |                             | |
| Oberamtsmeister                                                  | OAM                         | A 5 oder A 6e (herausgehobene Dienstposten)                                                                                       |
| Amtsmeister                                                      | AM                          | A 4 |
| Hauptamtsgehilfe                                                 | HAG                         | A 3 (Eingangsamt) |
| Oberamtsgehilfe                                                  | OAG                         | A 2 (Eingangsamt) (weggefallen)                                                                                                   |